# Landesregierung Klaus II
Die Landesregierung Klaus II bildet die  Salzburger Landesregierung in der 3. Gesetzgebungsperiode unter Landeshauptmann Josef Klaus von der Wahl der Landesregierung am 11. Dezember 1954 bis zur Wahl der Nachfolgeregierung Klaus III am 2. Juli 1959.
Mit der Novelle zum Landesverfassungsgesetz im Jahr 1954 (LGBl. Nr. 79/1954) war die Zahl der Regierungsmitglieder von fünf auf sieben Personen erhöht worden. Die Machtverhältnisse änderten sich nach der Landtagswahl 1954 hingegen kaum. Die Österreichische Volkspartei (ÖVP) erhielt den Anspruch auf drei Regierungssitze, wobei sie neben einem Landesrat wie zuvor auch den Landeshauptmann und den Zweiten Landeshauptmann-Stellvertreter stellte. Die Sozialistische Partei Österreichs (SPÖ) konnte ebenfalls drei Regierungssitze für sich gewinnen und stellte wie bisher den Ersten Landeshauptmann-Stellvertreter sowie statt bisher einem nun zwei Landesräte. Die Salzburger Wahlpartei der Unabhängigen (WdU) konnte ihren bisherigen Regierungssitz halten, gliederte sich jedoch 1956 in die neugegründete Freiheitliche Partei Österreichs (FPÖ) ein.
Während der Amtsperiode der Landesregierung Klaus II kam es nur 1956 zu einer Änderung in der Regierungsmannschaft. Nachdem Josef Horak (SPÖ) am 31. Jänner 1956 aus der Regierung ausschied, folgte ihm noch am selben Tag Josef Kaut als Landesrat nach.

## Regierungsmitglieder
| Amt                                                     | Name                   | Partei  | Ressorts |
| ------------------------------------------------------- | ---------------------- | ------- | -------- |
| Landeshauptmann                                         | Josef Klaus            | ÖVP     |          |
| 1. Landeshauptmann-Stellvertreter                       | Franz Peyerl           | SPÖ     |          |
| 2. Landeshauptmann-Stellvertreter                       | Bartholomäus Hasenauer | ÖVP     |          |
| Landesrat ab 31. Jänner 1956                            | Josef Kaut             | SPÖ     |          |
| Landesrat                                               | Josef Weisskind        | SPÖ     |          |
| Landesrat                                               | Hermann Rainer         | ÖVP     |          |
| Landesrat                                               | Walter Leitner         | WdU/FPÖ |          |
| Vorzeitig ausgeschiedene Mitglieder der Landesregierung |                        |         |          |
| Landesrat bis 31. Jänner 1956                           | Josef Horak            | SPÖ     |          |